# Schlacht bei Westkapelle
Die Schlacht bei Westkapelle, auch Schlacht von Walcheren oder Schlacht von Zeeland genannt, war ein militärischer Zusammenstoß in den mittelalterlichen Niederlanden. Sie fand am 4. Juli 1253 in der Nähe von Westkapelle auf der Insel Walcheren in der Provinz Zeeland statt und war der militärische Höhepunkt des flämischen Erbfolgekriegs.

## Hintergrund
Seit dem Jahr 1244 stritten sich die Söhne der Gräfin Margarete der Schwarzen von Flandern aus deren zwei Ehen um die Nachfolge im Territorialkonglomerat der Grafen von Flandern. Dies umfasste neben der eigentlichen, dem Lehnsverband des Königreichs Frankreich angehörenden Grafschaft Flandern (Kronflandern) die dem Heiligen Römischen Reich angehörende Markgrafschaft Namur und die Grafschaft Hennegau (Reichsflandern). Die älteren Brüder aus dem Haus Avesnes standen dabei ihren jüngeren, aber von der Mutter bevorzugten Halbbrüdern aus dem Haus Dampierre gegenüber. 1246 beendete der französische König Ludwig IX. (Saint Louis) einstweilen den Konflikt, indem er mittels eines Schiedsspruchs („Dit de Paris“) den Avesnes den Hennegau, über welchem er rein Lehnsrechtlich gar nicht gebieten konnte, und den Dampierre Flandern zusprach.
Der Konflikt schwelte dennoch weiter und brach während der Abwesenheit König Ludwigs IX. auf dem sechsten Kreuzzug (1248–1254) neu auf, als 1251 Graf Wilhelm II. von Flandern (Dampierre) bei einem Turnier tödlich verunglückte, und die Avesnes des Mordes verdächtigt wurden. Die Avesnes ihrerseits gewannen den deutschen (Gegen-)König Wilhelm von Holland für ihre Sache, welcher als Oberlehnsherr des Hennegau und als Graf von Holland selbst unmittelbar von den Ereignissen im benachbarten Flandern betroffen und zudem auch noch mit ihnen verschwägert war.

## Die Schlacht
Gräfin Margarete spornte schließlich ihre Dampierre-Söhne, allen voran Graf Guido von Flandern, zum direkten Angriff auf Holland an, um den deutschen König und damit die Avesnes auszuschalten. Ziel sollte die Landschaft Zeeland sein, die aufgrund des Rhein-Maas-Deltas von handelspolitischer Bedeutung war. Dort stellte sich den Flamen der Bruder des deutschen Königs, Florens der Vogt, entgegen. Während sich der Seite Flanderns eine große Anzahl nordfranzösischer Ritter und Fürsten anschlossen, konnte die Gegenseite auf die Unterstützung der niederrheinischen Fürsten bauen, den Parteigängern des Hauses Holland in den deutschen Thronkämpfen. Auf der Seite der Flamen waren darüber hinaus mit den Grafen von Bar und Vaudémont zwei lothringische Große zu finden, die eigentlich Vasallen des Heiligen Römischen Reiches waren. Die militärische Auseinandersetzung des Jahres 1254 nahm damit den Charakter eines französisch-deutschen Schlagabtausches an, wie es ihn zuletzt in der Schlacht bei Bouvines vierzig Jahre zuvor gegeben hatte.
Bekannte Schlachtteilnehmer waren:
| Flandern |  | Reichstruppen |
| --- |  | --- |
| Graf Guido von Flandern Graf Theobald II. von Bar Graf Guido II. von St. Pol Graf Heinrich I. von Vaudémont Graf Arnold III. von Guînes Graf Wilhelm III. von Joigny Jean de Dampierre, Herr von Dampierre und Saint-Dizier Renaud de Bar Robert de Wavrin, Seneschall von Flandern Simon II. de Clermont Érard de Valéry |  | Florens der Vogt Herzog Heinrich III. von Brabant Herzog Walram V. von Limburg Graf Otto II. von Geldern Graf Dietrich Nust von Kleve Graf Adolf IV. von Berg Graf Heinrich V. von Luxemburg Erzbischof Konrad von Köln Bischof Heinrich von Lüttich |

Über die Schlacht von Westkapelle liegen keine ausführlichen Schlachtberichte vor, und aus den vorhandenen ist zu erschließen, dass sie verhältnismäßig schnell entschieden wurde. Das franko-flämische Heer wurde bei seiner Anlandung an der Küste von Walcheren bei Westkapelle bereits vom Heer der niederrheinischen Ritter erwartet, das ihnen keine Zeit zur Schlachtaufstellung gewährte und sofort angriff. Die Flamen mussten notgedrungen zu Fuß am Strand kämpfen und waren trotz ihrer zahlenmäßigen Überlegenheit im Nachteil. Sowohl Balduin von Avesnes als auch Matthäus Paris berichteten von einer großen Anzahl an Toten unter dem gemeinen Fußvolk, während die Ritter sich nacheinander in die Gefangenschaft ergaben. Graf Guido von Flandern wurde im Kampf am Knie verletzt, was ihm eine lebenslange Gehbehinderung einbrachte. Der Graf von Guînes hielt sich am längsten im Kampf und ergab sich erst König Wilhelm persönlich, welcher sich ebenfalls auf Walcheren aufhielt, aber erst auf dem Schlachtfeld eintraf, als der Kampf bereits entschieden war. Nahezu alle franko-flämischen Ritter und Fürsten wurden gefangen genommen und mussten für ihre Freilassung Lösegeldzahlungen aufbringen.

## Folgen
Das Haus Dampierre geriet durch die Niederlage bei Westkapelle in die politische Defensive. König Wilhelm erklärte Gräfin Margarete am 11. Juli 1253 in Frankfurt des Namur und Hennegau für verlustig und verlangte ein exorbitantes Lösegeld für ihre zwei gefangenen Dampierre-Söhne. Margarete dachte aber nicht daran aufzugeben und suchte den französischen Königsbruder Karl von Anjou als Verbündeten zu gewinnen, der seit dem Tod seiner Mutter 1252 faktisch unbegrenzte Handhabe in Frankreich hatte. Ihm verkaufte Margarete ihre Erbrechte auf den Hennegau ungeachtet des Protests der Avesnes. Ihre Lage verbesserte sich weiter, nachdem der Erzbischof von Köln im August 1253 mit König Wilhelm brach und sich nun auf die Seite seiner Gegner stellte. Nachdem Karl von Anjou im Frühjahr 1254 Mons erobert und die Belagerung von Valenciennes aufgenommen hatte, vereinbarte der geschwächte König Wilhelm auf Vermittlung des päpstlichen Legaten Pietro Capocci am 26. Juli 1254 in Quesnay einen Waffenstillstand mit Margarete, wodurch die Avesnes ihren wichtigsten Verbündeten verloren.
Als sich die militärische Waagschale trotz der Niederlage von Westkapelle nun doch zugunsten der Dampierre zu neigen begann, kehrte im Sommer 1254 König Ludwig IX. aus dem heiligen Land kommend wieder in sein Königreich zurück. Sofort disziplinierte er Karl von Anjou und unterband jede weitere Gewalt zwischen den Konfliktparteien. Nachdem König Wilhelm im Frühjahr 1256 im Kampf gegen rebellische Friesen gefallen war, fällte Ludwig IX. am 24. September 1256 in Péronne einen weiteren Schiedsspruch („Dit de Péronne“), welcher weitgehend eine Bestätigung des bereits im Jahr 1246 getroffenen war. Den Avesnes war der Hennegau zu überlassen, während die Dampierre Flandern wie auch Namur behalten konnten. Gräfin Margarete wurde die Verpflichtung zum Rückkauf ihrer Rechte bei Karl von Anjou wie auch die Aufbringung des Lösegelds für ihre Söhne auferlegt. Auch wurde die Grenze der Grafschaft Flandern, und mit ihr die französisch-deutsche Grenze, auf das rechte Ufer der Schelde festgelegt, womit deren weitere Expansion nach Norden unterbunden wurde. Der flämische Erbfolgestreit fand damit ein Ende.